# Sinularia corpulenta
Sinularia corpulenta är en korallart som beskrevs av Li Chupu 1982. Sinularia corpulenta ingår i släktet Sinularia och familjen läderkoraller. Inga underarter finns listade i Catalogue of Life.